# Гойдич, Павел Петер
Павел Пётр Гойдич (словац. Pavel Peter Gojdič, русин. Павел Петро Ґойдіч; 17 июля 1888, село Руске Пекляны, недалеко от Прешова, Словакия — 17 июля 1960, Прешов, Словакия) — епископ Словацкой грекокатолической церкви, монах, блаженный.
Причислен к лику блаженных Папой Иоанном Павлом II в 2001 году и признан Праведником народов мира комиссией при мемориале Яд Ва-шем в 2007 году.

## Биография
В 1907 году поступил в епархиальную семинария Прешовской епархии Словацкой грекокатолической церкви. В 1911 году рукоположён в священники.
В 1922 году вступил в базилианский монастырь в Мукачеве, приняв монашеское имя Павел.
В 1926 году Апостольский Престол назначает его Апостольским администратором Прешовской епархии. В 1927 году в базилике св. Климента в Риме рукоположён в епископа.
После распада Чехословакии во время Второй мировой войны и образования независимой Словакии, Гойдич защищал права русинского национального меньшинства, которое подвергалось насильственной словакизации.
В 1946 году Гойдич назначен Святым Престолом епископом всех грекокатоликов Чехословакии.
В 1950 году чехословацкая коммунистическая власть решила ликвидировать Словацкую грекокатолическую церковь, пытаясь заставить церковную иерархию, по примеру подобного процесса ликвидации Украинской грекокатолической церкви, перейти в подчинение Православной церкви.
28 июня 1950 года епископ Гойдич был арестован. Поводом для ареста стал отказ передать ключи от кафедрального собора, который власти планировали передать православным. В январе 1951 году начался судебный процесс, в конце которого он был признан виновным по сфабрикованным обвинениям. 17 июля 1960 года он умер в леополдовской тюрьме.

## Прославление
Был беатифицирован 4 ноября 2001 года папой Иоанном Павлом II вместе со священником из монашеской конгрегации редемптористов Мефодием Домиником Трчкой.
День памяти блаженного Павла Петра Гойдича — 17 июля.

## Награды
- Орден Томаша Гаррига Масарика 2 степени (1991 год, Чехословакия, посмертно).
- Крест Прибины 1 степени (3 января 2000 года, Словакия, посмертно)[2].
- Праведник народов мира (6 августа 2007 года, посмертно).
- Государственная премия имени Йозефа Милослава Гурбана (1 сентября 2020 года, посмертно)[3].

## Источник
- Potaš J.M., OSBM. Martyr Episcopus Prešoviensis Peter Pavel Gojdič, OSBM. 1888—1960. Prešov-Пряшів, 2004.